# Docelles
Docelles ([dɔsel], en vosgien de la montagne [doːsel]) est une commune française située dans le département des Vosges, en région Grand Est.
Ses habitants sont appelés les Docellois.

## Géographie

### Localisation

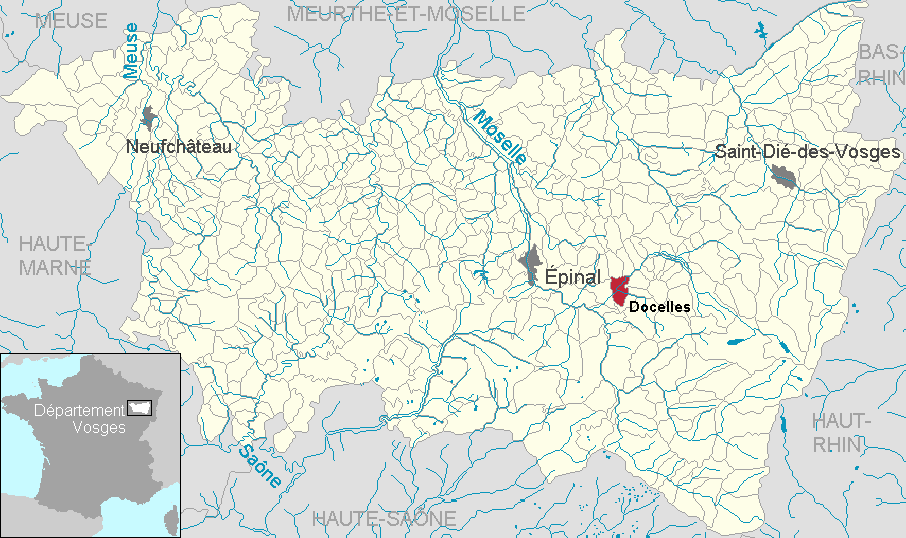
Localisation dans le département.

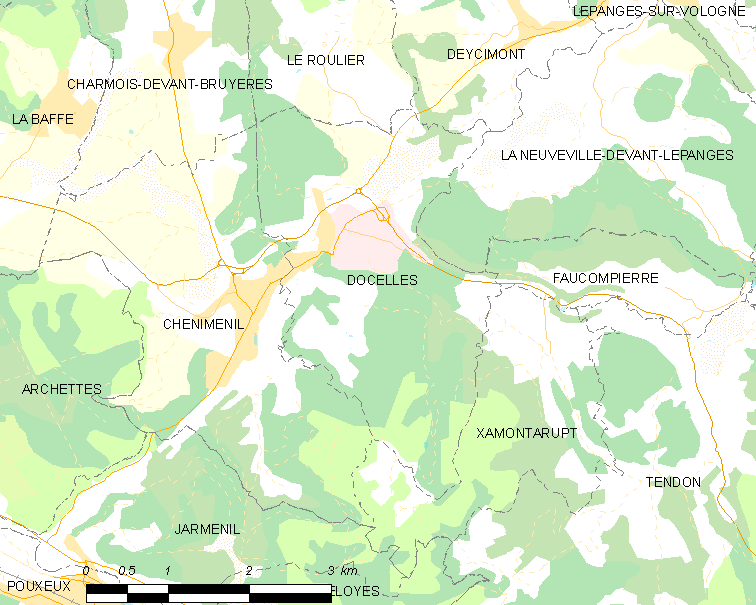
Situation géographique de Docelles.

La commune se situe au confluent de la Vologne et du Barba, sept kilomètres en amont de la confluence de la Vologne avec la Moselle. Le village se situe à environ 15 km d'Épinal. Il est limitrophe avec celui de Cheniménil avec lequel il forme une agglomération unique.

### Géologie et relief
La commune se compose de 90,92 hectares de territoires artificialisés (10,47 %), 291,45 hectares de territoires agricoles (33,58 %) et 485,91 hectares de forêts et milieux semi-naturels (55,98 %).
Docelles est entourée d'éminences boisées : l’Ancerf à l’ouest, sur la commune de La Neuveville-devant-Lépanges ; Voitimont au nord, qui se prolonge vers le village par la colline du Château sur Perles ; enfin, au sud, les premières hauteurs du massif du Fossard, se concrétisent par un plateau où se trouve la ferme du Haut-du-Bois, sur la commune limitrophe de Xamontarupt.
Hormis celle de Voitimont, les fermes isolées de la commune se concentrent de ce côté sud de la commune : l’Estanges, Paufosse, le Gros Claudon, les Faings Poirelles, la Bellevue, l’Ermitage, s’alignent le long d’un chemin dénommé judicieusement « rue des Fermes ».
Espaces naturels :
- Deux zones naturelles d'intérêt écologique, faunistique et floristique (Znieff) :

Massif vosgien.
Ruisseaux Le Barba, la Hutte, les Spaxe et affluents au nord et ouest du Tholy.

### Communes limitrophes
| Charmois-devant-Bruyères | Le Roulier  | Deycimont                     |
| Cheniménil               | Docelles    | La Neuveville-devant-Lépanges |
| Cheniménil               | Xamontarupt | Faucompierre et Xamontarupt   |

### Hydrographie et les eaux souterraines
Hydrogéologie et climatologie : Système d’information pour la gestion des eaux souterraines du bassin Rhin-Meuse :
Territoire communal : Occupation du sol (Corinne Land Cover); Cours d'eau (BD Carthage),
Géologie : Carte géologique; Coupes géologiques et techniques,
 Hydrogéologie : Masses d'eau souterraine; BD Lisa; Cartes piézométriques.
La commune est située dans le bassin versant du Rhin au sein du bassin Rhin-Meuse. Elle est drainée par la Vologne, le ruisseau Le barba, le ruisseau de Faing Vairel, le ruisseau de la Rosiere, le ruisseau de l'Etang Fleurifaing et le ruisseau le Joinrupt,.
La Vologne prend sa source à plus de 1 240 mètres d'altitude, sur le domaine du jardin d'altitude du Haut-Chitelet, entre le Hohneck et le col de la Schlucht, et se jette dans la Moselle à Jarménil, à 358 m d'altitude.
Le Barba, d'une longueur totale de 15,7 km, prend sa source dans la commune de Liézey et se jette dans la Vologne sur la commune, après avoir traversé huit communes.

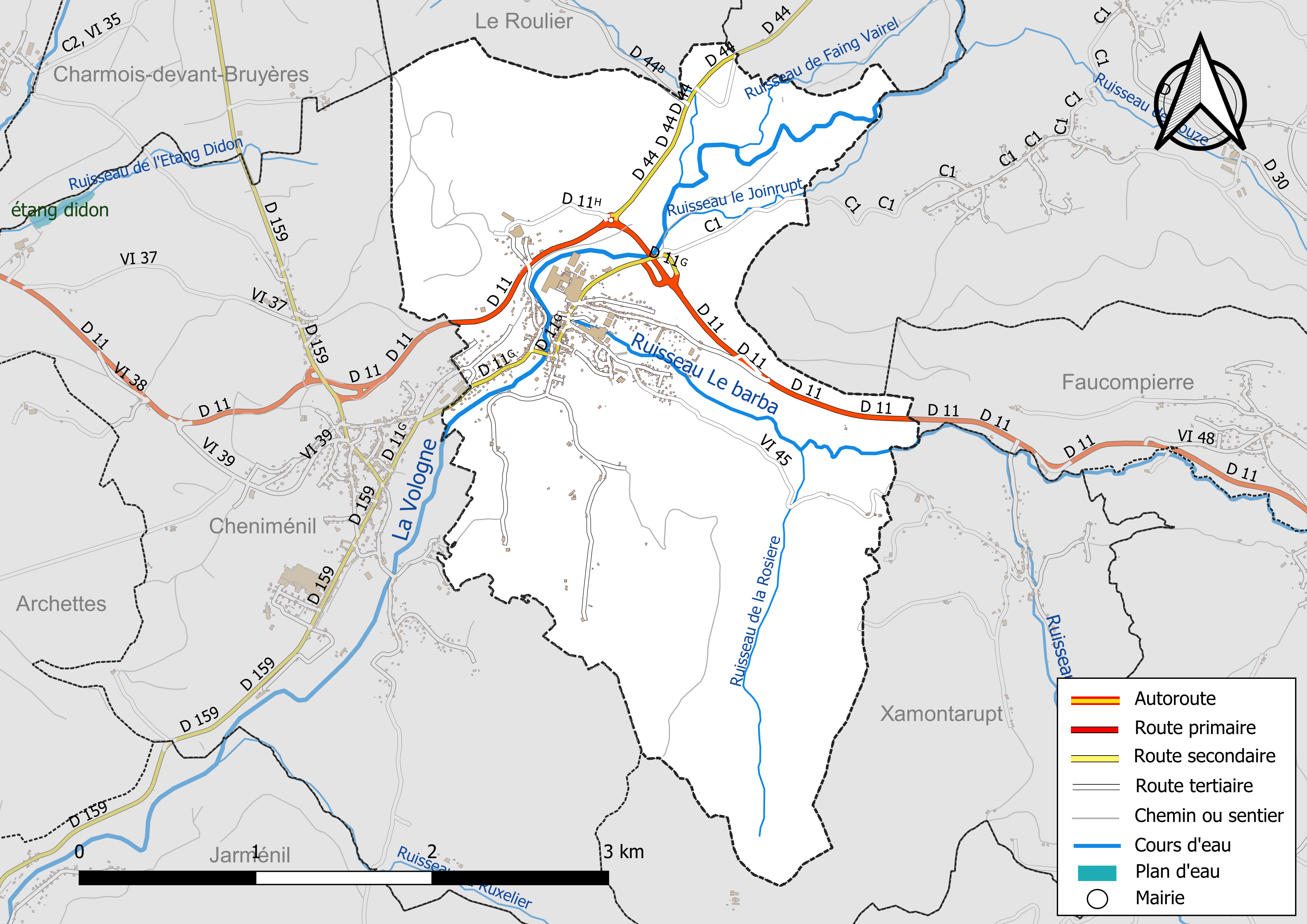
Réseaux hydrographique et routier de Docelles.

La qualité des eaux de baignade et des cours d’eau peut être consultée sur un site dédié géré par les agences de l’eau et l’Agence française pour la biodiversité.

### Climat
Pour des articles plus généraux, voir Climat du Grand Est et Climat des Vosges.
En 2010, le climat de la commune est de type climat de montagne, selon une étude du Centre national de la recherche scientifique s'appuyant sur une série de données couvrant la période 1971-2000. En 2020, Météo-France publie une typologie des climats de la France métropolitaine dans laquelle la commune est exposée à un climat semi-continental et est dans la région climatique  Vosges, caractérisée par une pluviométrie très élevée (1 500 à 2 000 mm/an) en toutes saisons et un hiver rude (moins de 1 °C). 
Pour la période 1971-2000, la température annuelle moyenne est de 9,4 °C, avec une amplitude thermique annuelle de 16,9 °C. Le cumul annuel moyen de précipitations est de 1 425 mm, avec 13,1 jours de précipitations en janvier et 10,7 jours en juillet. Pour la période 1991-2020, la température moyenne annuelle observée sur la station météorologique de Météo-France la plus proche, « Le Roulier_sapc », sur la commune du Roulier à 3 km à vol d'oiseau, est de 10,2 °C et le cumul annuel moyen de précipitations est de 1 000,2 mm. 
La température maximale relevée sur cette station est de 38,1 °C, atteinte le 25 juillet 2019 ; la température minimale est de −18,3 °C, atteinte le 20 décembre 2009,,. 
Les paramètres climatiques de la commune ont été estimés pour le milieu du siècle (2041-2070) selon différents scénarios d'émission de gaz à effet de serre à partir des nouvelles projections climatiques de référence DRIAS-2020. Ils sont consultables sur un site dédié publié par Météo-France en novembre 2022.

## Urbanisme

### Typologie
Au 1er janvier 2024, Docelles est catégorisée bourg rural, selon la nouvelle grille communale de densité à sept niveaux définie par l'Insee en 2022.
Elle est située hors unité urbaine. Par ailleurs la commune fait partie de l'aire d'attraction d'Épinal, dont elle est une commune de la couronne,. Cette aire, qui regroupe 118 communes, est catégorisée dans les aires de 50 000 à moins de 200 000 habitants,.

### Occupation des sols
L'occupation des sols de la commune, telle qu'elle ressort de la base de données européenne d’occupation biophysique des sols Corine Land Cover (CLC), est marquée par l'importance des forêts et milieux semi-naturels (56,1 % en 2018), une proportion sensiblement équivalente à celle de 1990 (56,9 %). La répartition détaillée en 2018 est la suivante : 
forêts (56,1 %), prairies (24,7 %), zones industrielles ou commerciales et réseaux de communication (8,1 %), zones agricoles hétérogènes (4,8 %), terres arables (3,9 %), zones urbanisées (2,3 %). L'évolution de l’occupation des sols de la commune et de ses infrastructures peut être observée sur les différentes représentations cartographiques du territoire : la carte de Cassini (XVIIIe siècle), la carte d'état-major (1820-1866) et les cartes ou photos aériennes de l'IGN pour la période actuelle (1950 à aujourd'hui).

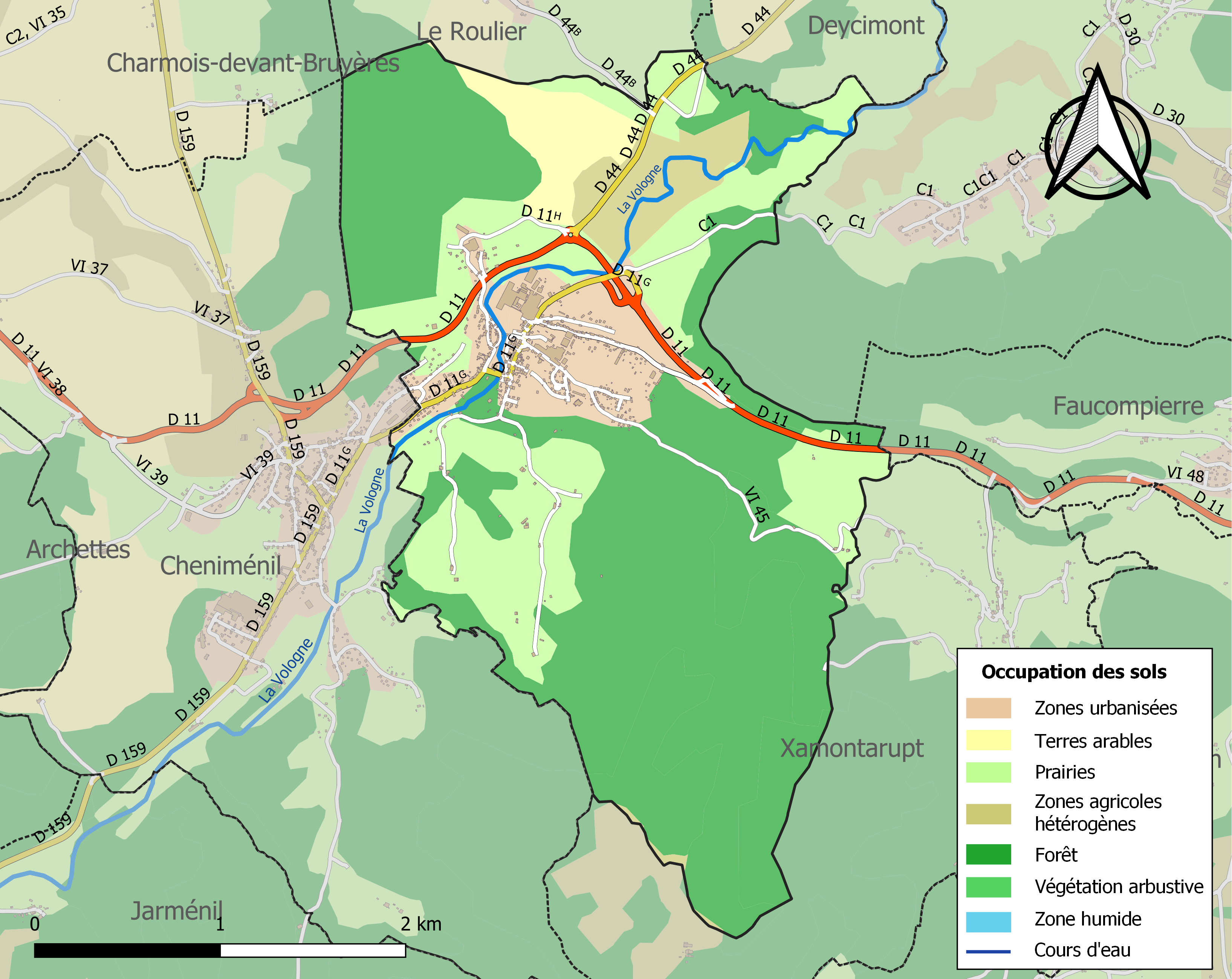
Carte des infrastructures et de l'occupation des sols de la commune en 2018 (CLC).

### Voies de communications et transports

#### Voies routières
La commune est à 9,3 km d'Arches, 6,9 de Pouxeux, 11,9 de Bruyères et 17,0 d'Epinal.

#### Transports en commun

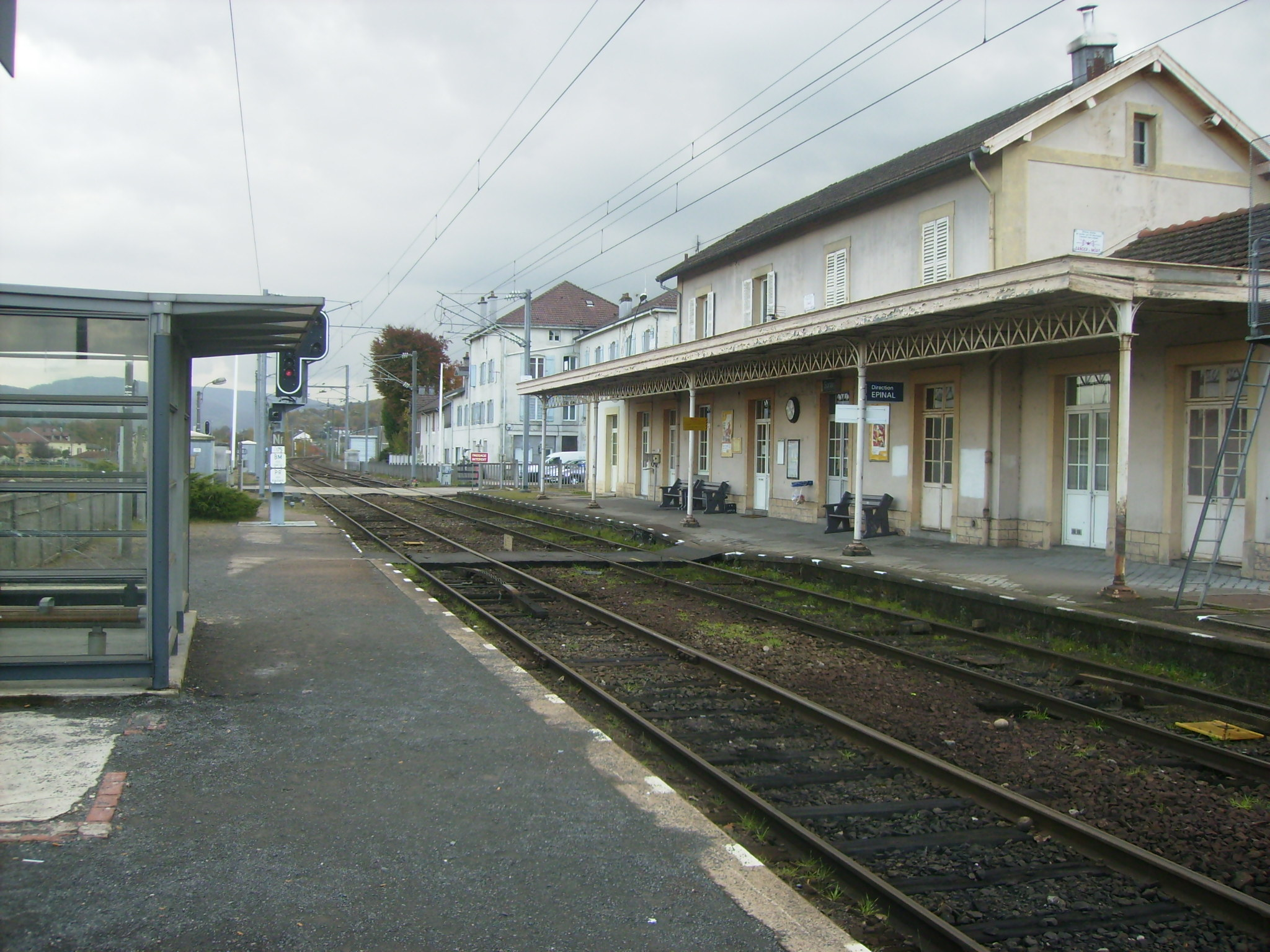
Gare d'Arches.

- Fluo Grand Est.

#### Lignes SNCF
- Gare d'Arches.
- Gare de Bruyères.

#### Transports aériens
- L'Aéroport d'Épinal-Mirecourt « Vosges Aéroport ».

À partir de l'été 2021, l’aéroport d’Épinal-Mirecourt est devenu le "pélicandrome" de la Zone Est et servira ainsi de base de ravitaillement et d’intervention pour les avions bombardiers d’eau connus sous le nom de Dash 8.
- Aéroport de Colmar - Houssen.

## Toponymie
Le village se nommait Dozel dans les registres paroissiaux de 1786.

## Histoire

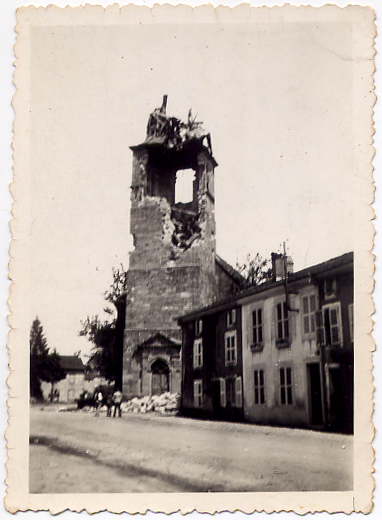
Le clocher de l'église Saint-Valbert après juin 1940.

Sous l’Ancien Régime, Docelles était une paroisse de laquelle dépendaient Cheniménil, La Neuveville, Le Boulay et Xamontarupt.
Après la Révolution, elle est érigée à nouveau en succursale avec comme dépendances La Neuveville et Grémoménil, Le Boulay et Xamontarupt.
L’église Saint-Valbert a été construite en 1734. Henri Didier en a réalisé l'orgue en 1901. 
Le clocher de l’église, détruit par les bombardements allemands le 20 juin 1940, a été reconstruit en décembre 1942.
16 octobre 1984 : le corps du petit Grégory Villemin est retrouvé mort dans la Vologne au niveau de Docelles vers 21h15.

## Politique et administration

### Découpage territorial
Par arrêté préfectoral du 15 septembre 2023, la commune est retirée le 1er janvier 2024 de l'arrondissement d'Épinal et rattachée à l'arrondissement de Saint-Dié-des-Vosges.

### Liste des maires
| Période                                  | Période   | Identité            | Étiquette | Qualité                                              |
| ---------------------------------------- | --------- | ------------------- | --------- | ---------------------------------------------------- |
| Les données manquantes sont à compléter. |           |                     |           |                                                      |
| 1977                                     | mars 2008 | Henri Bourion       | DVD       |                                                      |
| mars 2008                                | mai 2020  | Christian Tarantola | DVG       | Conseiller général du canton de Bruyères (2011-2015) |
| mai 2020                                 | En cours  | Alain Woirgny       |           | Ancien cadre,                                        |

### Budget et fiscalité 2023

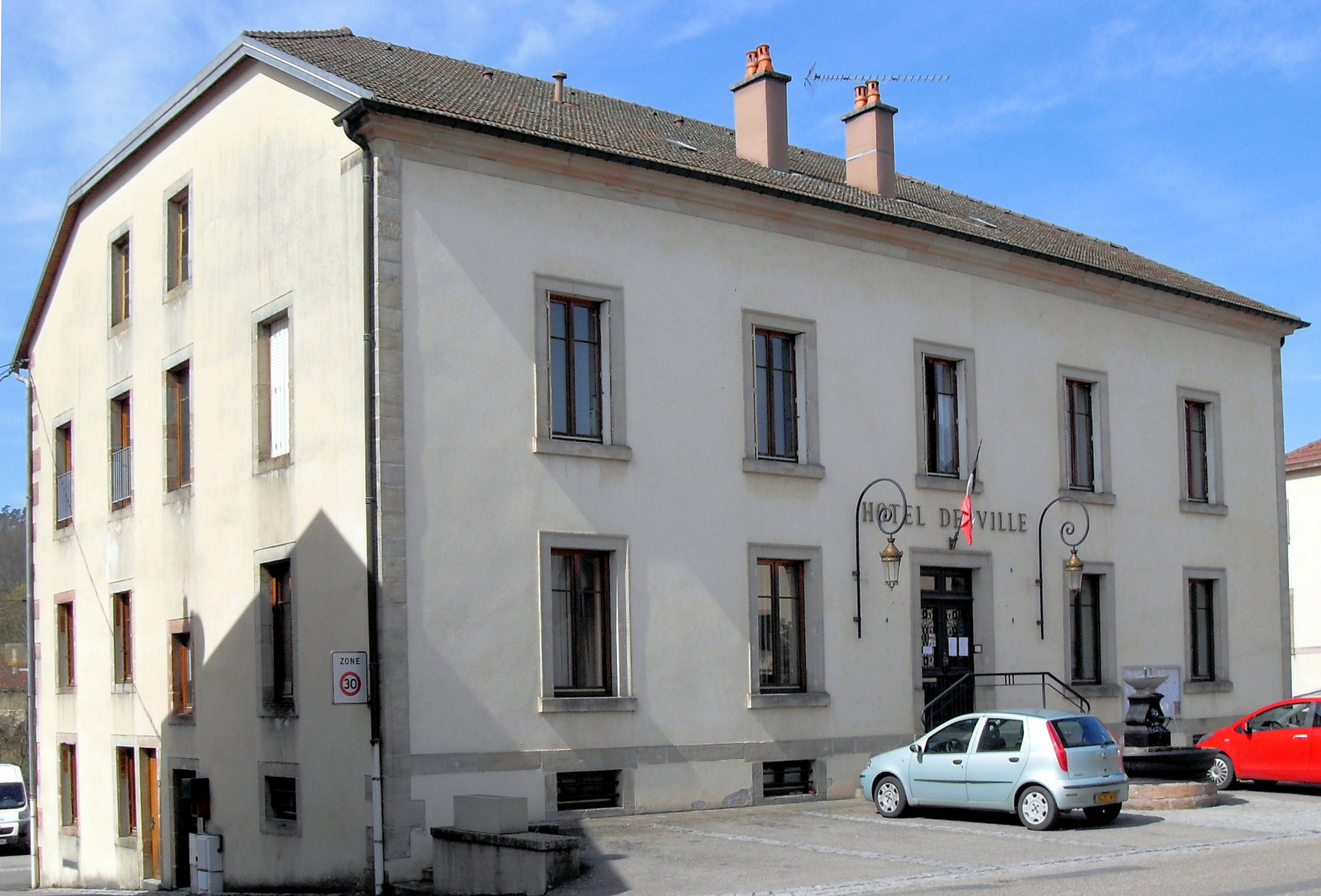
L'hôtel de ville de Docelles.

En 2023, le budget de la commune était constitué ainsi :
- total des produits de fonctionnement : 796 000 €, soit 902 € par habitant ;
- total des charges de fonctionnement : 647 000 €, soit 732 € par habitant ;
- total des ressources d'investissement : 121 000 €, soit 137 € par habitant ;
- total des emplois d'investissement : 98 000 €, soit 111 € par habitant ;
- endettement : 296 000 €, soit 330 € par habitant.

Avec les taux de fiscalité suivants :
- taxe d'habitation : 18,75 % ;
- taxe foncière sur les propriétés bâties : 43,02 % ;
- taxe foncière sur les propriétés non bâties : 30,57 % ;
- taxe additionnelle à la taxe foncière sur les propriétés non bâties : 0,00 % ;
- cotisation foncière des entreprises : 0,00 %.

Chiffres clés Revenus et pauvreté des ménages en 2021 : médiane en 2021 du revenu disponible, par unité de consommation : 20 150 €.

## Population et société

### Démographie

#### Pyramide des âges
L'évolution du nombre d'habitants est connue à travers les recensements de la population effectués dans la commune depuis 1793. Pour les communes de moins de 10 000 habitants, une enquête de recensement portant sur toute la population est réalisée tous les cinq ans, les populations de référence des années intermédiaires étant quant à elles estimées par interpolation ou extrapolation. Pour la commune, le premier recensement exhaustif entrant dans le cadre du nouveau dispositif a été réalisé en 2006.

En 2022, la commune comptait 864 habitants, en évolution de −2,81 % par rapport à 2016 (Vosges : −2,96 %, France hors Mayotte : +2,11 %).
| 1793 | 1800 | 1806 | 1821  | 1831  | 1836  | 1841  | 1846  | 1856  |
| ---- | ---- | ---- | ----- | ----- | ----- | ----- | ----- | ----- |
| 615  | 649  | 803  | 1 025 | 1 156 | 1 153 | 1 163 | 1 126 | 1 131 |

| 1861  | 1866  | 1876  | 1881 | 1886 | 1891  | 1896 | 1901 | 1906 |
| ----- | ----- | ----- | ---- | ---- | ----- | ---- | ---- | ---- |
| 1 112 | 1 105 | 1 045 | 938  | 976  | 1 037 | 974  | 956  | 898  |

| 1911 | 1921 | 1926 | 1931 | 1936 | 1946 | 1954  | 1962  | 1968  |
| ---- | ---- | ---- | ---- | ---- | ---- | ----- | ----- | ----- |
| 948  | 765  | 945  | 911  | 987  | 940  | 1 053 | 1 058 | 1 087 |

| 1975  | 1982  | 1990  | 1999  | 2006  | 2011 | 2016 | 2021 | 2022 |
| ----- | ----- | ----- | ----- | ----- | ---- | ---- | ---- | ---- |
| 1 004 | 1 071 | 1 024 | 1 011 | 1 012 | 955  | 889  | 864  | 864  |

### Enseignement
Établissements d'enseignements :
- Écoles maternelles et primaires à Docelles, Cheniménil, Le Roulier, La Neuveville-devant-Lépanges, Charmois-devant-Bruyères, Faucompierre, Deycimont.
- Collèges à Éloyes, Bruyères, Le Tholy, Épinal.
- Lycées à La Baffe, Bruyères, Épinal.

### Santé
Professionnels et établissements de santé :
- Médecins à Docelles, Éloyes, Pouxeux, Arches, Archettes.
- Pharmacies à Docelles, Éloyes, Pouxeux, Arches, Bruyères, Deyvillers, Saint-Nabord .
- Hôpitaux à Bruyères, Épinal, Golbey, Thaon-les-Vosges.
- Centre hospitalier Beatrix de Lorraine de Remiremont.

### Cultes
- Culte catholique, Paroisse Saint-Antoine-en-Vologne[35], Diocèse de Saint-Dié.

## Économie

### Entreprises et commerces

#### Agriculture
- Culture et élevage associés.
- Élevage d'autres bovins et de buffles.
- Culture de légumes, de melons, de racines et de tubercules.
- Exploitation forestière.

#### Tourisme
- Hébergements et restauration à Docelles, Tendon, Pouxeux, Saint-Nabord, Épinal.

#### Commerces et services
- Commerces et services de proximité[36].

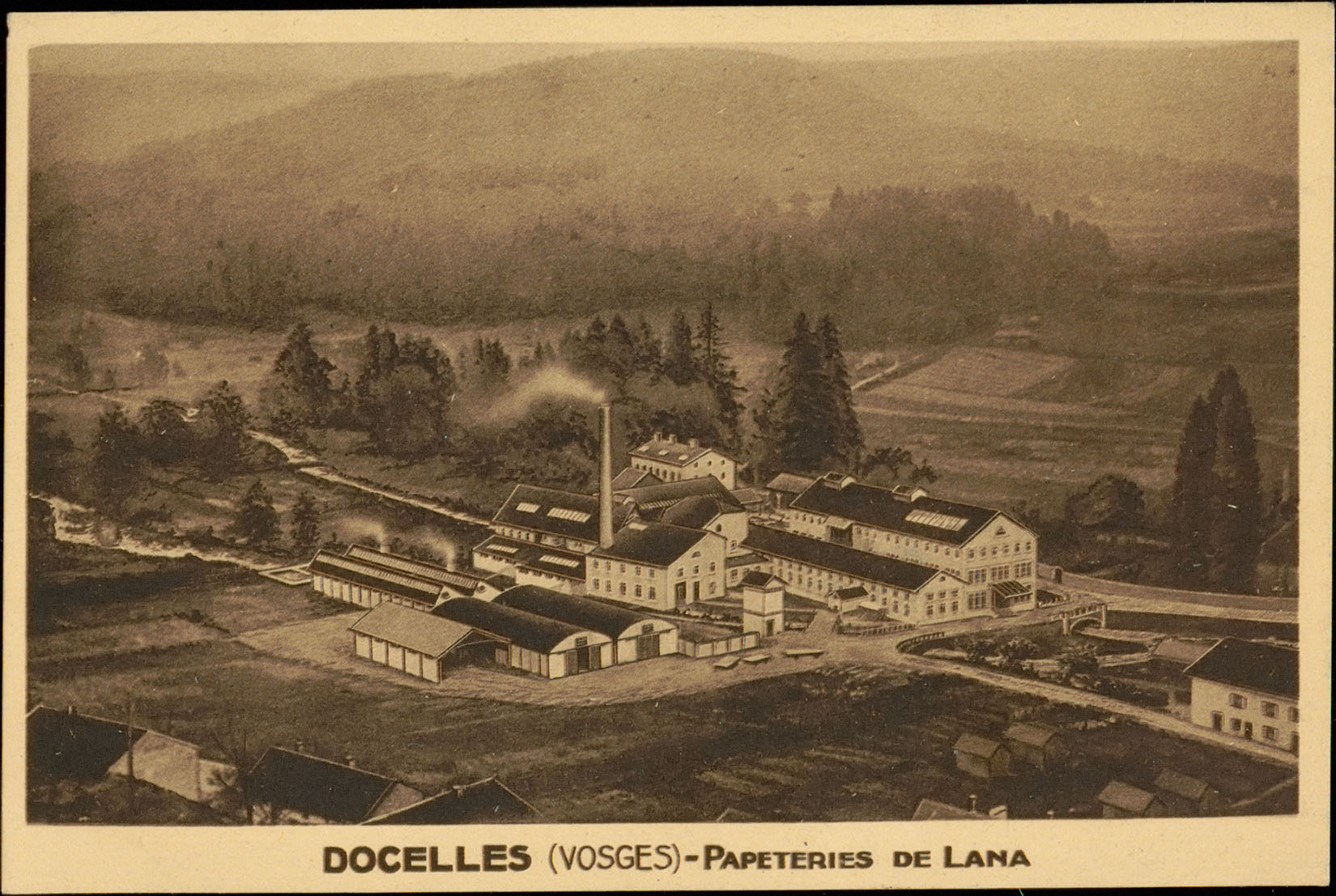
Vue historique des papeteries de Lana, entre 1880 et 1945.

Docelles est appelée « la ville du papier ». Cette cité doit en effet son origine et son développement à la fabrication du papier. Dès le XVe siècle la fabrication se met en place à Docelles grâce à des moulins.
Une papeterie importante, considérée comme « la plus vieille usine de France » a été en activité jusqu’en 2014. Le 17 janvier 2013 en effet, UPM, propriétaire de l'entreprise, annonce la mise en vente dans les six mois de la papeterie de Docelles qui compte environ 165 salariés. Cela serait dû à une diminution de la demande du papier d'impression. Finalement, le 2 décembre 2013, la direction rejette l’unique offre de reprise et un plan social concernant les 161 salariés est annoncé, avec poursuite de l'activité durant deux mois. La papeterie ferme le 24 janvier 2014, mais un projet de SCOP est annoncé. Le projet fait aussi l'objet d'une pétition sur le site Avaaz.org.
Par ailleurs les élus locaux prévoient de mettre en avant cette caractéristique papetière en utilisant, notamment, les anciens locaux de la papeterie Lana fermée en 2003.
Le bourg compte aussi d’autres établissements : confection, scierie, travail du bois, produits pour la fabrication du papier, nettoyage et entretien, maintenance industrielle. On relève également de nombreux artisans, commerces et services administratifs ainsi que différents professionnels de santé.
C'est notamment à Docelles que l'on exploitait les fameuses « perles de la Vologne ».

## Culture locale et patrimoine

### Lieux et monuments

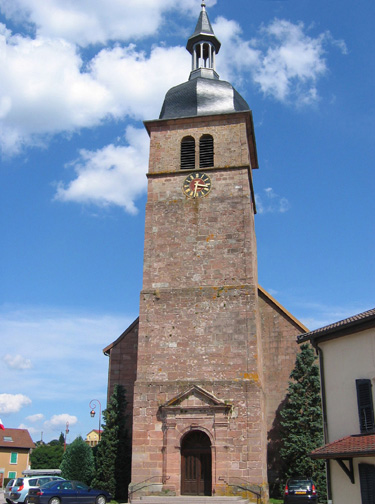
Église Saint-Valbert.
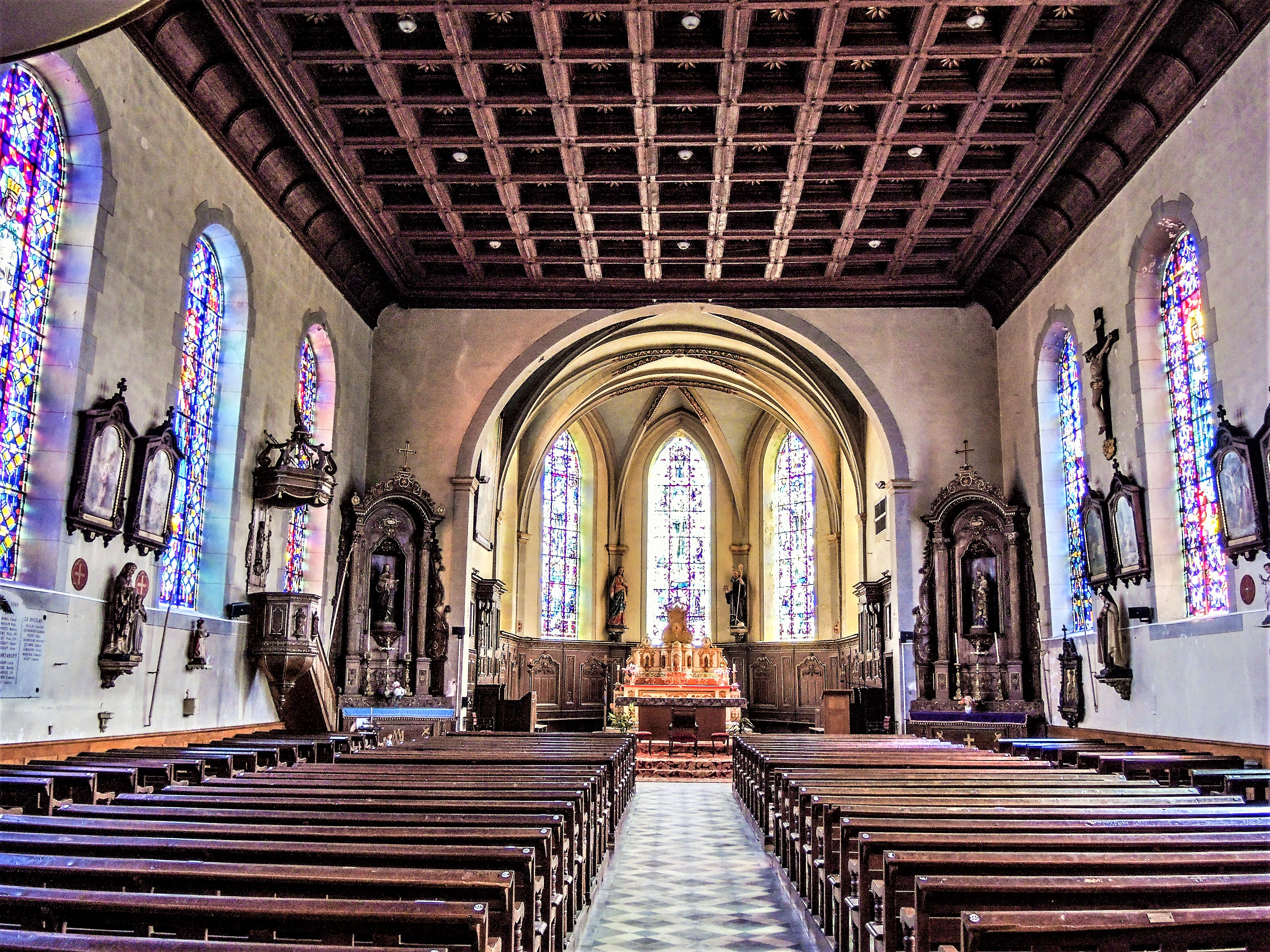
Nef de l'église.
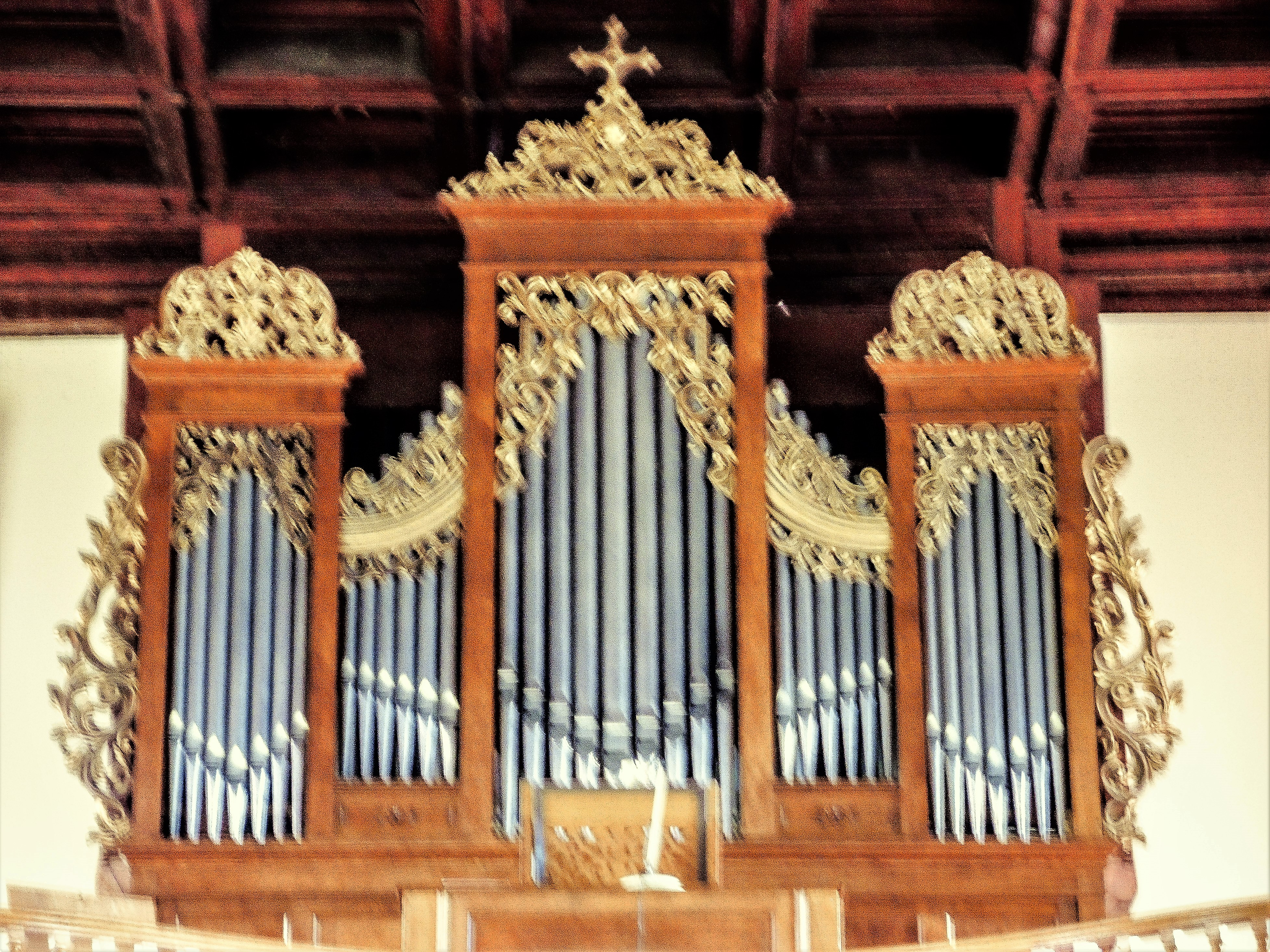
Orgue de Henri Didier.
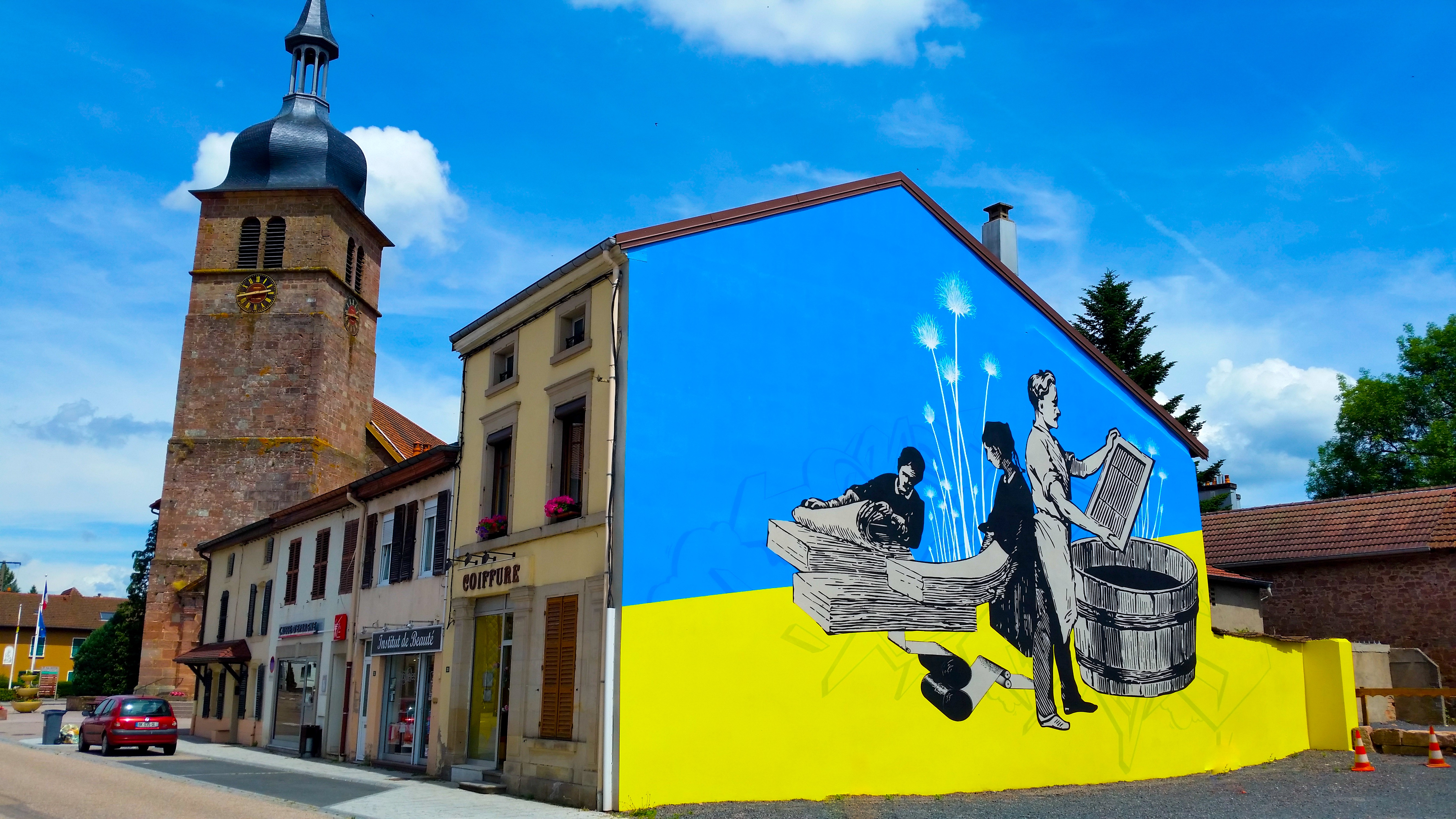
Fresque murale relatant le passé historique de la commune en lien avec la Papeterie.

- Église Saint-Valbert, construite en 1734[46].

Le clocher de l’église a été détruit par les bombardements allemands lors de la prise du village, le 20 juin 1940. Il a été reconstruit en décembre 1942.
Henri Didier en a réalisé l'orgue en 1901,,.
Patrimoine mobilier :
* Autel, gradins d'autel, tabernacle, exposition (maître-autel),
* Lambris de revêtement, stalles,
* Autel, retable (autel secondaire nord),
* Autel, retable (autel secondaire sud),
* Fonts baptismaux,
* Chaire à prêcher.
- Les deux ponts sur la Vologne, ainsi que celui qui enjambait le canal, ont été dynamités par les Allemands dans la matinée du 25 septembre 1944 lors de leur retraite[58]. Ces ponts ont été rapidement remplacés par des ponts provisoires dont deux ponts Bailley et un en bois. Leur reconstruction définitive s'est effectuée à partir de 1946.
- Vestiges d'un vieux château — le « château sur Perles » — dans une forêt de la localité[59].
- Monument aux morts[60],[61].

Maquis du Haut-du-Bois.
- 6 Croix et calvaires[63],[64].

### Personnalités liées à la commune
- André Bertin, né à Charmes le 4 juillet 1882 et mort à Angers le 1er octobre 1941, colonel, ancien combattant de la Première guerre mondiale, il quitte l'armée pour prendre la gérance de la papeterie de Lana.
- Julie-Victoire Daubié (1824-1874), journaliste et militante des droits des femmes. Elle a occupé son  premier poste d'enseignante à Docelles, chez la famille Krantz, en 1844.
- Jean-René Claudel (1898-1979), spéléologue et archéologue français, né à Docelles
- Jules Cunin, né en 1860 à Docelles, père de Bugs Moran (1893-1957), un des principaux gangsters de Chicago durant la Prohibition et adversaire d'Al Capone.
- Antoine Krantz, fabricant de papier[65].
- Dominique-Nicolas Krantz, fabricant de papier[66].
- Victor-Emmanuel et Pierre-Auguste Krantz[67].
- Le corps de Grégory Villemin est découvert dans la Vologne à Docelles le 16 octobre 1984.

### Héraldique
| Blason | Blasonnement : Coupé, au premier coupé de gueules à deux têtes de bélier d’argent et d’or au phénix d’azur sur son immortalité de gueules ; au second d’azur au chevron d’or accompagné en chef de deux croissants d’argent et en pointe d’une étoile d’or. Commentaires : Ce blason regroupe les armes des deux maîtres papetiers qui avaient un moulin à Docelles. La famille Royer qui portait de gueules à la fasce d’or chargée d’un phénix d’azur sur son immortalité de gueules accompagné de trois têtes de bélier d’argent disposées 2 – 1. Et la famille Goz qui portait d’azur au chevron d’or accompagné en chef de deux croissants d’argent et en pointe d’une étoile d’or. |

## Pour approfondir